# Carrhotus coronatus
Carrhotus coronatus är en spindelart som först beskrevs av Simon 1885.  Carrhotus coronatus ingår i släktet Carrhotus och familjen hoppspindlar. Inga underarter finns listade.